# Баре (Шавник)
Баре je насеље у општини Шавник у Црној Гори. Према попису из 2003. било је 301 становника (према попису из 1991. било је 317 становника).

## Демографија
У насељу Баре живи 237 пунолетних становника, а просечна старост становништва износи 40,1 година (36,7 код мушкараца и 43,6 код жена). У насељу има 84 домаћинства, а просечан број чланова по домаћинству је 3,58.
Становништво у овом насељу веома је хетерогено, а у последња три пописа, примећен је пад у броју становника.
|  |

| Демографија | Демографија | Демографија |
| Година      | Становника  | Становника  |
| ----------- | ----------- | ----------- |
|             |             |             |
|             |             |             |
|             |             |             |
|             |             |             |
| 1948.       | 583         |             |
| 1953.       | 609         |             |
| 1961.       | 574         |             |
| 1971.       | 534         |             |
| 1981.       | 420         |             |
| 1991.       | 317         | 317         |
| 2003.       | 301         | 301         |
|             |             |             |

| Етнички састав према попису из 2003.‍ | Етнички састав према попису из 2003.‍ | Етнички састав према попису из 2003.‍ | Етнички састав према попису из 2003.‍ | Етнички састав према попису из 2003.‍ |
| ------------------------------------ | ------------------------------------ | ------------------------------------ | ------------------------------------ | ------------------------------------ |
|                                      |                                      |                                      |                                      |                                      |
| Срби                                 | Срби                                 |                                      | 171                                  | 56,81%                               |
| Црногорци                            | Црногорци                            |                                      | 121                                  | 40,19%                               |
| Југословени                          | Југословени                          |                                      | 5                                    | 1,66%                                |
| непознато                            | непознато                            |                                      | 0                                    | 0,0%                                 |

| Година пописа     | 1948. | 1953. | 1961. | 1971. | 1981. | 1991. | 2003. |
| ----------------- | ----- | ----- | ----- | ----- | ----- | ----- | ----- |
| Број домаћинстава | 111   | 128   | 126   | 121   | 98    | 85    | 84    |

| Број чланова      | 1  | 2  | 3  | 4  | 5 | 6  | 7 | 8 | 9 | 10 и више | Просек |
| ----------------- | -- | -- | -- | -- | - | -- | - | - | - | --------- | ------ |
| Број домаћинстава | 84 | 15 | 16 | 16 | 9 | 13 | 6 | 4 | 4 | 1         | 0      |

| Пол    | Укупно | Неожењен/Неудата | Ожењен/Удата | Удовац/Удовица | Разведен/Разведена | Непознато |
| ------ | ------ | ---------------- | ------------ | -------------- | ------------------ | --------- |
| Мушки  | 124    | 62               | 55           | 6              | 1                  | 0         |
| Женски | 123    | 35               | 55           | 29             | 3                  | 1         |
| УКУПНО | 247    | 97               | 110          | 35             | 4                  | 1         |

| Пол    | Укупно                    | Пољопривреда, лов и шумарство | Рибарство                            | Вађење руде и камена | Прерађивачка индустрија       |
| ------ | ------------------------- | ----------------------------- | ------------------------------------ | -------------------- | ----------------------------- |
| Мушки  | 75                        | 45                            | 0                                    | 0                    | 1                             |
| Женски | 19                        | 11                            | 0                                    | 0                    | 0                             |
| УКУПНО | 94                        | 56                            | 0                                    | 0                    | 1                             |
| Пол    | Производња и снабдевање   | Грађевинарство                | Трговина                             | Хотели и ресторани   | Саобраћај, складиштење и везе |
| Мушки  | 1                         | 3                             | 0                                    | 0                    | 1                             |
| Женски | 0                         | 0                             | 4                                    | 0                    | 0                             |
| УКУПНО | 1                         | 3                             | 4                                    | 0                    | 1                             |
| Пол    | Финансијско посредовање   | Некретнине                    | Државна управа и одбрана             | Образовање           | Здравствени и социјални рад   |
| Мушки  | 0                         | 0                             | 4                                    | 1                    | 1                             |
| Женски | 0                         | 0                             | 0                                    | 2                    | 2                             |
| УКУПНО | 0                         | 0                             | 4                                    | 3                    | 3                             |
| Пол    | Остале услужне активности | Приватна домаћинства          | Екстериторијалне организације и тела | Непознато            | Непознато                     |
| Мушки  | 16                        | 0                             | 0                                    | 2                    | 2                             |
| Женски | 0                         | 0                             | 0                                    | 0                    | 0                             |
| УКУПНО | 16                        | 0                             | 0                                    | 2                    | 2                             |